# Pardosa laura
Pardosa laura är en spindelart som beskrevs av Karsch 1879. Pardosa laura ingår i släktet Pardosa och familjen vargspindlar. Inga underarter finns listade i Catalogue of Life.